# 寶劍金釵
《寶劍金釵》，是中國作家王度廬的武俠小說成名作，共有34回、45萬字，主要是描寫江小鶴義兄李鳳傑之子李慕白「性格的悲劇」，以及他與俠女俞秀蓮、俠妓謝翠纖之間的哀情故事。

## 改編作品
- 寶剑金釵曾在1954年改編為電影，由羅豔卿、陳翠屏、林蛟、白龍珠、李鵬飛主演。
- 寶剑金釵，即臥虎藏龍2（臥虎藏龍：青冥寶劍），電影於2016年2月上映。

## 出版
- 寶剑金钗曾被天地圖書和遠景文化出版成書。

## 延伸閱讀
- 林宜蓉，《王度廬「鶴--鐵」五部曲研究》，南華大學碩士論文，2003年7月
- 王艷，《「英雄」的現代言說——王度廬「鶴－鐵」五部曲研究》，華中師範大學碩士論文，2006年5月